# Kamieńsk (przystanek kolejowy)
Kamieńsk – jeden z przystanków kolejowych na linii kolejowej Warszawa Zachodnia – Katowice w Kamieńsku (powiat radomszczański). Na stacji zatrzymują się tylko pociągi osobowe.

## Ruch pasażerski[1]
| Rok  | Wymiana pasażerska na dobę |
| ---- | -------------------------- |
| 2017 | 20-49                      |
| 2018 | 50-99                      |
| 2019 | 50-99                      |
| 2020 | 20-49                      |
| 2021 | 50-99                      |
| 2022 | 50-99                      |
| 2023 | 100-149                    |
| 2024 | 150-199                    |

## Dworzec
Budynek dworca wykorzystano w filmie kryminalnym Spotkanie ze szpiegiem z 1964 r. Obecnie budynek jest opuszczony i zaniedbany.

## Połączenia
- Częstochowa
- Koluszki
- Łódź Kaliska
- Łódź Widzew
- Piotrków Trybunalski
- Radomsko